# Caradrina agrapha
Caradrina agrapha là một loài bướm đêm trong họ Noctuidae.